# 達里安 (康乃狄克州)
達里安（英語：Darien）是一個位於美國康乃狄克州費爾菲爾德縣的城鎮。

## 地理
達里安的座標為41°04′03″N 73°28′45″W / 41.06750°N 73.47917°W，而該地的平均海拔高度為16米（即52英尺）。

## 人口
根據2010年美國人口普查的數據，達里安的面積為60.60平方千米，當中陸地面積為33.40平方千米，而水域面積為27.20平方千米。當地共有人口20732人，而人口密度為每平方千米342人。